# Famous Manufacturing Company
Die Famous Manufacturing Company in East Chicago (Indiana) war ein US-amerikanischer Hersteller von Landmaschinen, Traktoren und zwischen 1908 und 1909 eines Highwheeler-Automobils. Mit einiger Wahrscheinlichkeit wurde das Unternehmen um 1917 zur Famous Trucks, Inc. reorganisiert, welches bis 1923 bestand und einen leichten LKW herstellte. Markennamen waren Champion für die Landmaschinen und Famous für den Transporter. Das Automobil wurde unter beiden Namen angeboten.

## Anfänge mit Landtechnik
Das Unternehmen wurde um 1881 in East Chicago gegründet und machte sich einen Namen als Hersteller von Landmaschinen und Farmgeräten, insbesondere von Heu- und Hebelpressen. Der Verkauf erfolgte schon früh von einem Stützpunkt in Chicago (Illinois) aus.
Von 1906 bis 1912 wurden auch Traktoren unter dem Namen Famous hergestellt; dazu sind jedoch keine weiteren Angaben verfügbar. Den Markennamen Champion verwendete die Famous Manufacturing Company nicht für Traktoren; es gab solche zwischen 1918 und 1920 von einem anderen Hersteller, der Champion Tractor Company in Argo (Illinois).

## Highwheeler
Das einzige gebaute Automobil der Famous Manufacturing Company war ein Roadster, genannt 10-12 HP Model A, der zunächst als Famous und später als Champion vermarktet wurde; andere Quellen legen die gleichzeitige Verwendung der beiden Markennamen nahe. Das Fahrzeug war als 2/3-Sitzer zu US$ 450 und als 4-Sitzer zu US$ 600 lieferbar.
Der 10-12 HP Model A war ein typischer Vertreter der sehr einfach und konventionell konstruierten Highwheeler-Kategorie und sah einem Pferde-Buggy mit riesigen Kutschenrädern ähnlich. Die hinteren Räder waren größer als die vorderen.
Der zugekaufte Motor war, wie bei vielen Fahrzeugen dieser Art, unter dem Sitz angeordnet. Es handelte sich um einen luftgekühlten Zweizylinder-Boxermotor mit OHV-Ventilsteuerung. Die Bohrung betrug 4½ Zoll (114,3 mm), der Hub 5 Zoll (127 mm). Daraus ergibt sich ein Hubraum von 159 c.i. (2606 cm³). Die Leistung betrug 10 PS nach damaliger Berechnungsmethode (hp A.L.A.M.); die Zahl 12 bezieht sich auf die Fahrzeugsteuerklasse.
Die Kraftübertragung erfolgte über ein Zweigang-Planetengetriebe und eine (möglicherweise zwei) Antriebskette(n) auf die Hinterräder. Nur 1908 wurde alternativ ein Friktionsgetriebe angeboten.
Der Radstand betrug 80 Zoll (2032 mm), die Holzspeichenräder hatten vorn die Dimension 36 × 1⅛ Zoll (914 × 29 mm) und hinten 42 × 1⅛ Zoll (1067 × 29 mm). Die Fahrzeuge gehörten zu den letzten Personenwagen, die mit Vollgummibereifung ausgestattet waren; diese hielten sich an Nutzfahrzeugen bis weit in die 1920er Jahre.
Gelenkt wurde mit einem Hebel, der auf ein außen an der rechten Seite angebrachtes Gestänge wirkte. Diese bereits damals völlig überholte Technik findet sich bereits an Dampfwagen von De Dion-Bouton aus den 1880er Jahren. Hingegen war Rechtslenkung in diesen Jahren auch in den USA noch recht verbreitet.

## Famous Trucks, Inc.
Die Famous Trucks, Inc. wurde 1917 in Chicago gegründet und scheint eine Reorganisation der Famous Manufacturing Co. gewesen zu sein. Präsident war R. W. Grotfeld, Vizepräsident C. E. Frederickson.
Noch bevor die Produktion aufgenommen wurde, zog das Unternehmen um nach St. Joseph, St. Joseph County, Michigan. Es entstand ein Prototyp Model A, in Serie ging jedoch ein Model B 10 mit 1 tn Nutzlast. Es wurde nur als Chassis/Kabine angeboten und kostete US$ 1690. Dieser moderne LKW hatte einen Vierzylindermotor von Continental, ein Dreiganggetriebe und Kardanantrieb. Der Radstand betrug 120 Zoll (3048 mm).
Famous Trucks, Inc. schloss 1923 seine Tore.